# Olympische Sommerspiele 1988/Teilnehmer (Sri Lanka)
| Gelbes Symbol für Goldmedaillen mit stilisierten Olympischen Ringen | Graues Symbol für Silbermedaillen mit stilisierten Olympischen Ringen | Braundes Symbol für Bronzemedaillen mit stilisierten Olympischen Ringen |
| ------------------------------------------------------------------- | --------------------------------------------------------------------- | ----------------------------------------------------------------------- |
| —                                                                   | —                                                                     | —                                                                       |

Sri Lanka nahm an den Olympischen Sommerspielen 1988 in Seoul, Südkorea, mit einer Delegation von sechs (vier Männer und zwei Frauen) teil.

## Teilnehmer nach Sportarten

### Leichtathletik
- Vithanakande Samarasinghe
Marathon: 65. Platz

- Tilaka Jinadasa
Frauen, 100 Meter Hürden: Vorläufe

### Schießen
- Zal Chitty
Luftgewehr: 46. Platz

- Daya Rajasinghe Nadarajasingham
Kleinkaliber, liegend: 49. Platz

### Schwimmen
- Julian Bolling
400 Meter Freistil: 46. Platz
400 Meter Lagen: 32. Platz

- Dipika Chanmugam
Frauen, 100 Meter Brust: 38. Platz
Frauen, 200 Meter Brust: 42. Platz
Frauen, 200 Meter Lagen: 31. Platz